# Giuseppe Costetti
Giuseppe Costetti, född den 13 september 1834 i Bologna, död den 13 mars 1928 i Rom, var en italiensk dramatiker.
Costetti blev 1859 sekreterare i undervisningsministeriet och sedermera chef vid dess sektion för de sköna konsterna. Han skrev bland annat ett antal dramer, de två av regeringen prisbelönta femaktslustspelen Il figlio di famiglia (1864) och I dissoluli gelosi (1870), den historiska komedin Libertas (1882), som vann ett av staden Turin utfäst pris, och flera andra lustspel, de kvicka uppsatserna Figurine della scena (1879) samt den självbiografiska Confessione complete di un autore drammatico (1883).